# Abbath
Abbath je norská blackmetalová kapela zformovaná v roce 2015 v Bergenu bývalým zpěvákem a kytaristou skupiny Immortal s pseudonymem Abbath Doom Occulta. Debutní studiové album s názvem Abbath vyšlo 22. ledna 2016. 
 Poprvé živě vystoupili na festivalu na Tuska Open Air 2015. Při živých vystoupení se skupinou účinkují Ole André Farstad (kytara) a Rusty Cornell (basová kytara). Skupina používá kostýmy a pro black metal typické nalíčení, tzv. corpse paint.

## Diskografie

### Studiová alba
- Abbath (2016)
- Outstrider (2019)
- Dread Reaver (2022)

### Singly
- Count the Dead (2015)
- Harvest Pyre (2019)
- Calm in Ire (Of Hurricane) (2019)
- Outstrider (2019)

## Sestava

### Současní členové
- Abbath Doom Oculta – zpěv, kytara
- Mia Wallace – basová kytara
- Ole André Farstad – kytara
- Ukri Suvilehto – bicí

### Bývalí členové
- Creature – bicí
- King ov Hell – basová kytara
- Silmaeth – kytara